# Марі-Франс Пізьє
Марі́-Франс Пізьє́ (фр. Marie-France Pisier; 10 травня 1944 року, Далат, В'єтнам, Французький Індокитай — 24 квітня 2011 року, Сен-Сір-сюр-Мер, департамент Вар, Франція) — французька акторка театру і кіно, письменниця, режисерка і сценаристка. Дворазова володарка премії «Сезар» (1976, 1977).

## Біографія
Народилася у В'єтнамі, де її батько Жорж Пізьє служив високопоставленим чиновником колоніальної адміністрації. Її молодший брат Жиль став відомим математиком, членом академії наук Франції, сестра Евелін, правознавиця, політологиня, публіцистка, була першою дружиною Бернара Кушнера.
У 1956 році разом із сім'єю переїхала до Парижа, на початку 1960-х стала зніматися в кіно. Її відкрив Франсуа Трюффо. Співпрацювала з кількома відомими режисерами, також знімалася у США, з 1970-х років активно брала участь у телевізійних постановках. Активна учасниця подій 1968 року, була близькою подругою Даніеля Кон-Бендіта, допомагала йому переїхати до Франції, в'їзд в яку йому було заборонено після 1968 (див.: ). У 1990-ті—2000-ні роки зіграла кілька помітних ролей у театрі. 
Авторка чотирьох романів, один з яких — «Бал гувернера» — сама екранізувала; виступала також як сценаристка.
Померла 24 квітня 2011 року у своєму будинку в Сен-Сір-сюр-Мер: була знайдена мертвою у домашньому басейні; як припускають, 66-річна акторка потонула.

## Фільмографія

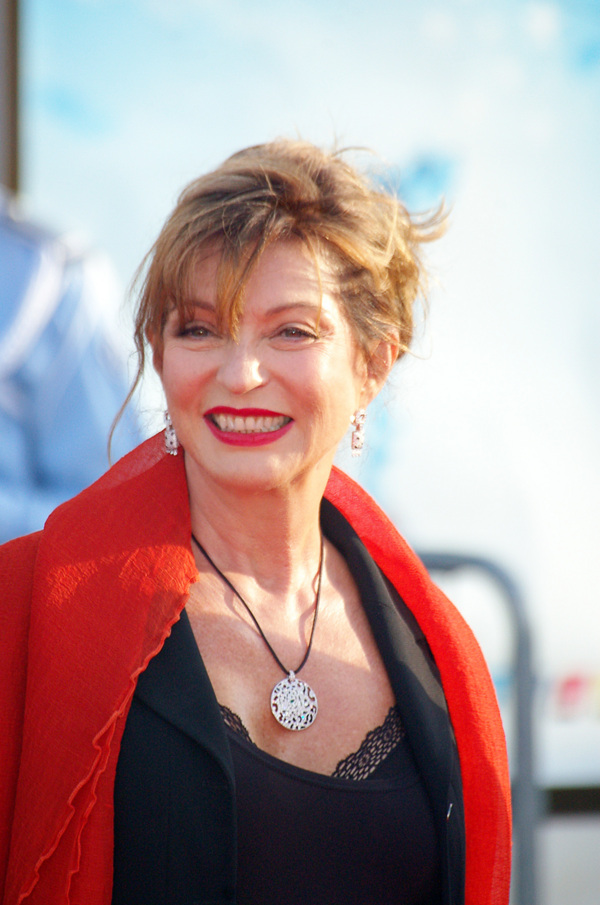
Пізье в 2007 році

- 1962 : Любов у двадцять років (Франсуа Трюффо і інші) (роль Коллет Тацці — головна роль)
- 1962 : Антуан і Колетт (Франсуа Трюффо) (роль Коллет Тацці — головна роль)
- 1962 : Диявол і десять заповідей (Жюльєн Дювів'є)
- 1963 : Les saintes nitouches (П'єр Монтазель) (роль Анжеліки)
- 1964 : Смерть убивці (Робер Оссейн) (ролі Марії і Клаудії)
- 1964 : Круги під очима (Робер Оссейн) (роль Клари)
- 1964 : Les amoureux du France (П'єр Грембла і Франсуа Рейшенбах) (роль Сільвії)
- 1965 : Вампір із Дюссельдорфа (Робер Оссейн) (роль Анни)
- 1966 : Maigret à Pigalle (Маріо Ланді)
- 1967 : Трансєвропейський експрес (Ален Роб-Ґріє) (роль Єви)
- 1967 : Non sta bene rubare il tesoro (Маріо Ді Нардо) (роль Фло)
- 1968 : Піна днів / L'Écume des jours (Шарль Бельмон, за романом Бориса Віана) (роль Аліси)
- 1968 : Вкрадені поцілунки/ Baisers volés (Франсуа Трюффо) (роль Коллет Тацці, в титрах не вказана)
- 1970 : Nous n’irons plus au bois (Жорж Демулен) (роль Лізи)
- 1972 : Смерть чемпіона (ТВ) (Абдер Іскер) (роль Жан Ербен)
- 1973 : Щоденник самовбивці/ Le Journal d’un suicidé (Станіслав Станоєвич) (роль молодої анархістки)
- 1973 : Джульєтта? (Філіп Пілар)
- 1973 : Féminin-féminin (Анрі Калеф, Жуан Корреа)
- 1974 : Привид свободи (Луїс Бунюель) (роль Мадам Кальметт)
- 1974 : Селін і Жулі зовсім забрехалися/ Céline et Julie vont en bateau (Жак Ріветт, також співавторка сценарію) (роль Софі)
- 1975 : Кузен, кузина/ Cousin, cousine (Жан-Шарль Такелла, премія Сезар за найкращу жіночу роль другого плану) (роль Карін)
- 1975 : Спогади про Францію/ Souvenirs d’en France (Андре Тешіне) (роль Регіни)
- 1975 : Поліна йде (Андре Тешіне) (роль Їзабель)
- 1976 : Бароко/ Barocco (Андре Тешіне, премія «Сезар» за найкращу жіночу роль другого плану) (роль Неллі)
- 1976 : Труп мого ворога/ Le Corps de mon ennemi (Анрі Верней) (роль Жильберти Льєгар)
- 1976 : Сераль (Едуардо Де Грегоріо) (роль Агати)
- 1977 : Учні чарівників/ Les Apprentis sorciers (Едгардо Козаринський) (роль мадам Умлаут)
- 1977 : Зворотня сторона півно́чі/ The Other Side of Midnight (Чарльз Джерротт) (роль Ноель Паж — головна роль)
- 1978 : Час республіки: мюнхенський собака/ Temps d’une république: Le chien de Munic (ТВ) (Мішель Мітрані) (роль Луізи Фонтас)
- 1979 : Кохання, що втекло/ L’Amour en fuite (Франсуа Трюффо, також співавторка сценарію) (роль Коллет Тацці)
- 1979 : Сестри Бронте/ Les Sœurs Brontë (Андре Тешіне, в ролі Шарлотти Бронте) — головна роль
- 1979 : Французькі листівки/ French Postcards (Віллард Хайк) (роль мадам Катерини Тесьє)
- 1980 : Банкірша/ La banquière (Франсіс Жиро) (роль Коллет Лекудре)
- 1980 : Крупинки (серіал) (Алан Джей Леві) (роль Валентини О Нейл)
- 1981 : Жаркий дотик The Hot Touch (Роже Вадим, номінація на премію Джині) (роль лікарки Сімпсон)
- 1981 : Самотня Коко Шанель/ Chanel Solitaire (Джордж Качендер) (роль Коко Шанель — головна роль)
- 1982 : Ціна ризику/ Le Prix du danger (Ів Буассе) (роль Лоренс Баллард)
- 1982 : Зачарована гора/ Der Zauberberg (Ганс Гайссендерфер за романом Томаса Манна), (роль Клавдії Шоша)
- 1982 : Ас із асів/ L’As des as (Жерар Урі) (роль Габі Делькорт — головна жіноча роль)
- 1982 : Бульвар убивць/ Boulevard des assassins (Борамі Тюлон) (роль Гелен Маріани)
- 1982 : Та сама, єдина/ La donna giusta (Пол Вільямс) (роль Бебе)
- 1983 : Злочин П'єра Лаказа/ Le Crime de Pierre Lacaze (Жан Деланнуа, телевізійний) (роль Коллет Ріберт)
- 1983 : Тихий океан/ Der stille Ozean (ТВ) (Ксавер Шварценбергер) (роль Флоренс)
- 1983 : Друг Венсана/ L’ami de Vincent (П'єр Граньє-Дефер) (роль Мілени)
- 1985 : Parking (Жак Демі) (роль Клауді Персефони)
- 1985 : Дітлахи/ Les nanas (Аннік Ланое) (роль Крістін)
- 1985 : 44 ou les récits de la nuit (Moumen Smihi)
- 1986 : Незнайомка із Відня/ L’inconnue de Vienne  (ТВ) (Бернар Стора) (роль Флоранс — головна роль)
- 1986 : Ілюзії кохання/ Le tiroir secret (серіал) (Мішель Буарон, Роджер Гілліоз, Едуар Молінаро, Надін Трентіньян (роль Наталі)
- 1988 : Філософський камінь/ L’oeuvre au noir (Андре Дельво) за романом Маргеріт Юрсенар (роль Марти)
- 1989 : Olympe de nos amours (ТВ) (Серж Моаті) (у ролі Олімпії)
- 1990 : Бал у гувернера/ Le Bal du gouverneur (Марі-Франс Пізьє, сценарій за власним однойменним романом)
- 1991 : Голуба нота/ La Note bleue (Анджей Жулавський, у ролі Жорж Санд)
- 1992 : Мама у місті/ Une maman dans la ville  (ТВ) (Мігель Куртуа) (роль Сабіни)
- 1994 : Pourquoi maman est dans mon lit? (Патрік Малакян) (роль Вероніки)
- 1994 : Колір неправди/ La couleur du mensonge (ТВ) (Hugues de Laugardière) (роль Аліси)
- 1994 : Кожен день неділі/ Tous les jours dimanche (Жан-Шарль Таккелла) (роль Маріон)
- 1995 : Вірна-невірна/ La fidèle infidèle (ТВ) (Жан-Луї Бенуа) (роль Клер)
- 1996 : Син Гасконі Le Fils de Gascogne (Паскаль Об'є) (грає саму себе)
- 1996 : Своя людина/ Notre homme  (ТВ) (Елізабет Рапно) (роль Віолани)
- 1997 : Правда — це страшний недолік/ La vérité est un vilain défaut (Жан-Поль Саломе) (роль Моніки)
- 1997 : Маріон/ Marion (Мануель Пурьє) (роль Одрі)
- 1997 : Жінка на замовлення/ Une femme sur mesure (ТВ) (Детлеф Ренфелд)
- 1998 : Коток La Patinoire (Жан-Філіп Туссен) (роль продюсерки)
- 1999 : Набутий час/ Le Temps retrouvé (Рауль Руїс за романом Марселя Пруста), (роль пані Вердюрен)
- 1999 : Чому не я?/ Pourquoi pas moi? (Стефані Джіусті) (роль Ірен)
- 2000 : На повітрі автостради/ Sur un air d’autoroute (Т'єррі Босчерон) (роль лікарки Роже)
- 2000 : Любовна битва у мріях/ Combat d’amour en songe (Рауль Руїс) (роль незнайомки)
- 2000 : Молодий француз/ Un jeune Français (ТВ) (Мішель Сібра) (роль Лени)
- 2001 : Хай живе неділя/ Inch’Allah dimanche (Яніна Бенгігі) (роль Мелле Манант)
- 2002 : Як літак/ Comme un avion (Марі-Франс Пізьє, також виступила сценаристкою) (роль Клер Форестьє)
- 2004 : Ордо (Лоранс Феррейра Барбоза) (роль матері Луїзи Сандолі)
- 2005 — 2008 : Венера і Аполлон (серіал) (роль пані Поммеранд)
- 2005 — 2008 : Секс у великому Парижі/ Clara Sheller (серіал) (Рено Бертран, Ален Берлінер) (роль Айріс)
- 2006 : Паризька історія/ Dans Paris (Крістоф Оноре) (роль матері Поля і Джонатана)
- 2006 : Обожнюю діточок/ Les enfants j’adore (ТВ) (Дідьє Альбер) (в ролі Жаклін)
- 2006 : Ідеальний друг/ Un ami parfait (Франсіс Жиро) (роль вдови професора Барта)
- 2006 : Плата/ Paid (Лоуренс Ламерс) (роль Гіслейн)
- 2006 : Вибачте меня/ Pardonnez-moi (Майвенн Ле Беско) (роль Лоли)
- 2007 : Домбі і син/ Dombais et fils (Лорен Жауї) (роль Клеопатри)
- 2008 : Дзеркало, моє красиве дзеркало/  Miroir, mon beau miroir (Серж Мейнар) (роль Марі-Лайн)
- 2009 : Revivre (Хаїм Бузагло) (серіал) (роль Леа Голденберг)
- 2010 : Шинка залишилась?/ Il reste du jambon? (роль Ніколь Лакруа)

## Призи і нагороди
- «Сезар» («Найкраща жіноча роль другого плану»; 1976, 1977)